# Центральное плато (Вьетнам)
Центра́льное плато́ (вьет. Tây Nguyên — Тэйнгуе́н — «западные плато», в некоторых источниках именуется «Центральное нагорье») — плато в южной части Вьетнама и восточной части Камбоджи.

## География

Расположение региона Центрального нагорья во Вьетнаме.

Средние высоты: 500—1000 м над уровнем моря. Состоит из нескольких плато из базальтовых лав: Плейку, Контум, Даклак, Ламвьен, Зилинь и Баолок. Центральная часть плоскогорья достаточно ровная и плоская, южные и северные оконечности намного выше. Самая высокая точка — гора Хамронг («Пасть дракона») на плато Плейку.
На плато расположено несколько потухших вулканов и горных хребтов, покрытых лесом; имеются озера, образовавшиеся на месте кратеров вулканов; отсюда берут начало многочисленные реки, принадлежащие бассейну реки Меконг либо впадающие непосредственно в океан (в Южно-Китайское море). Имеются крупные бокситовые месторождения.

## Охрана природы
В целях сохранения животного мира и редких растений (в том числе лекарственных) на плоскогорье Тэйнгуен создаются природоохранные территории. Планируется, что общая площадь заповедников и заказников здесь составит около 240 000 га.

## Сельское хозяйство
Здешние плодородные базальты хорошо подходят для выращивания культур тропических и умеренных широт, поэтому на плоскогорье широко развито сельское хозяйство. Ведущие отрасли — орошаемое земледелие в долинах рек (выращивание риса, кофе, кукурузы, фасоли).
Пик сухого сезона на плоскогорье приходится на март, когда подавляющее большинство здешних сельскохозяйственных угодий страшно страдает от нехватки воды, а регион несёт большие убытки. Крестьянам приходится строить временные каналы для хранения воды и рыть глубокие временные колодцы, некоторые районы переходят на выращивание более засухоустойчивых культур (например, маниоки).

## Уникальная культура
Проживающие здесь национальные меньшинства (горные тямы, эде, зярай, банар и другие тхыонги) представляют собою интересный материал для исследования историков и этнографов, благодаря своей сохранившейся уникальной культуре и образу жизни, где значительное место занимают общинные и родственные отношения.
Традиция игры на гонгах народов плоскогорья Тэйнгуен, насчитывающая не одну тысячу лет, 25 ноября 2005 года была внесена ЮНЕСКО в список нематериального культурного наследия человечества. Музыкальная составляющая игры на гонгах весьма разнообразна. У каждой народности существуют свои мелодии и ритмы, свои формы и содержание исполняемых произведений. Практически в каждом населённом пункте плоскогорья Тэйнгуен есть свои профессионалы этого древнего искусства, которые с удовольствием демонстрируют этот уникальный фольклорный жанр музыкального искусства Вьетнама во время традиционных народных праздников.
В целом Тэйнгуен представляет собой богатый, но малоосвоенный район. В настоящее время в планах общественно-экономического развития Вьетнама полноценное освоение плоскогорья Тэйнгуен и превращение его в важную экономическую зону страны занимает особенно важное место.

## Административные единицы
В административно-территориальном плане на плоскогорье Тэйнгуен находятся пять провинций Вьетнама:
- Даклак,
- Дакнонг,
- Зялай,
- Контум
- и Ламдонг.